# Lotta greco-romana ai Giochi della XXVIII Olimpiade - 55 kg
Il torneo si è svolto il 24 e il 25 agosto.
Legenda:
- TO — Vittoria per KO
- SP — Vittoria di superiorità, 10 punti di differenza, sconfitto con punti
- ST — Vittoria di superiorità, 10 punti di differenza, sconfitto senza punti
- PP — Vittoria ai punti, sconfitto con punti tecnici
- PO — Vittoria ai punti, sconfitto senza punti tecnici
- PA — Vittoria per squalifica dell'avversario
- DQ — Vittoria per rinuncia dell'avversario
- CP — Punti di classifica
- TP — Punti tecnici

## Gironi di qualificazione

### Girone 1
| Posizione | Lottatore        | Paese           | W | L | CP | TP |
| --------- | ---------------- | --------------- | - | - | -- | -- |
| 1         | Istvan Majoros   | Ungheria        | 2 | 0 | 6  | 8  |
| 2         | Masatoshi Toyota | Giappone        | 1 | 1 | 5  | 14 |
| 3         | Jansel Ramírez   | Rep. Dominicana | 0 | 2 | 0  | 0  |

| Rosso            | Blu              | CP  |    | TP   |
| ---------------- | ---------------- | --- | -- | ---- |
| Masatoshi Toyota | Istvan Majoros   | 1-3 | PP | 3-5  |
| Jansel Ramírez   | Masatoshi Toyota | 0-4 | ST | 0-11 |
| Istvan Majoros   | Jansel Ramírez   | 3-0 | P0 | 5-0  |

### Girone 2
| Posizione | Lottatore       | Paese   | W | L | CP | TP |
| --------- | --------------- | ------- | - | - | -- | -- |
| 1         | Lázaro Rivas    | Cuba    | 2 | 0 | 7  | 17 |
| 2         | Hassan Rangraz  | Iran    | 1 | 1 | 5  | 14 |
| 3         | Samir Benchenaf | Algeria | 0 | 2 | 0  | 0  |

| Rosso           | Blu             | CP  |    | TP   |
| --------------- | --------------- | --- | -- | ---- |
| Lázaro Rivas    | Samir Benchenaf | 4-0 | ST | 11-0 |
| Hassan Rangraz  | Lázaro Rivas    | 1-3 | PP | 4-6  |
| Samir Benchenaf | Hassan Rangraz  | 0-4 | ST | 0-10 |

### Girone 3
| Posizione | Lottatore          | Paese    | W | L | CP | TP |
| --------- | ------------------ | -------- | - | - | -- | -- |
| 1         | Irak'li Ch'och'ua  | Georgia  | 2 | 0 | 6  | 7  |
| 2         | Ercan Yıldız       | Turchia  | 1 | 1 | 4  | 4  |
| 3         | Svajūnas Adomaitis | Lituania | 0 | 2 | 2  | 2  |

| Rosso              | Blu                | CP  |    | TP  |
| ------------------ | ------------------ | --- | -- | --- |
| Irak'li Ch'och'ua  | Ercan Yıldız       | 3-1 | PP | 4-1 |
| Svajūnas Adomaitis | Irak'li Ch'och'ua  | 1-3 | PP | 1-3 |
| Ercan Yıldız       | Svajūnas Adomaitis | 3-1 | PP | 3-1 |

### Girone 4
| Posizione | Lottatore         | Paese       | W | L | CP | TP |
| --------- | ----------------- | ----------- | - | - | -- | -- |
| 1         | Oleksij Vakulenko | Ucraina     | 2 | 0 | 6  | 7  |
| 2         | Dennis Hall       | Stati Uniti | 1 | 1 | 3  | 3  |
| 3         | Petr Švehla       | Rep. Ceca   | 0 | 2 | 1  | 2  |

| Rosso             | Blu               | CP  |    | TP  |
| ----------------- | ----------------- | --- | -- | --- |
| Petr Švehla       | Dennis Hall       | 1-3 | PP | 2-3 |
| Oleksij Vakulenko | Petr Švehla       | 3-0 | PO | 4-0 |
| Dennis Hall       | Oleksij Vakulenko | 0-3 | P0 | 0-3 |

### Girone 5
| Posizione | Lottatore            | Paese         | W | L | CP | TP |
| --------- | -------------------- | ------------- | - | - | -- | -- |
| 1         | Im Dae-won           | Corea del Sud | 2 | 0 | 6  | 10 |
| 2         | Marian Sandu         | Romania       | 1 | 1 | 4  | 9  |
| 3         | Nurbakyt Tengizbayev | Kazakistan    | 0 | 2 | 1  | 4  |

| Rosso                | Blu                  | CP  |    | TP  |
| -------------------- | -------------------- | --- | -- | --- |
| Im Dae-won           | Nurbakyt Tengizbayev | 3-1 | PP | 4-4 |
| Marian Sandu         | Im Dae-won           | 1-3 | PP | 3-6 |
| Nurbakyt Tengizbayev | Marian Sandu         | 0-3 | P0 | 0-6 |

### Girone 6
| Posizione | Lottatore         | Paese   | W | L | CP | TP |
| --------- | ----------------- | ------- | - | - | -- | -- |
| 1         | Gejdar Mamedaliev | Russia  | 2 | 0 | 6  | 6  |
| 2         | Dariusz Jabłoński | Polonia | 1 | 1 | 3  | 3  |
| 3         | Mukesh Khatri     | India   | 0 | 2 | 0  | 0  |

| Rosso             | Blu               | CP  |    | TP  |
| ----------------- | ----------------- | --- | -- | --- |
| Gejdar Mamedaliev | Mukesh Khatri     | 3-0 | PO | 3-0 |
| Dariusz Jabłoński | Gejdar Mamedaliev | 0-3 | PO | 0-3 |
| Mukesh Khatri     | Dariusz Jabłoński | 0-3 | PO | 0-3 |

### Girone 7
| Posizione | Lottatore          | Paese        | W | L | CP | TP |
| --------- | ------------------ | ------------ | - | - | -- | -- |
| 1         | Artiom Kiouregkian | Grecia       | 3 | 0 | 10 | 17 |
| 2         | Håkan Nyblom       | Danimarca    | 2 | 1 | 6  | 5  |
| 3         | Sheng Jiang        | Cina         | 1 | 2 | 4  | 4  |
| 4         | Uran Kalilov       | Kirghizistan | 0 | 3 | 1  | 3  |

| Rosso              | Blu                | CP  |    | TP   |
| ------------------ | ------------------ | --- | -- | ---- |
| Håkan Nyblom       | Artiom Kiouregkian | 0-3 | PO | 0-3  |
| Sheng Jiang        | Uran Kalilov       | 3-1 | PP | 3-3  |
| Håkan Nyblom       | Sheng Jiang        | 3-1 | PP | 2-1  |
| Artiom Kiouregkian | Uran Kalilov       | 4-0 | TO | 3:31 |
| Håkan Nyblom       | Uran Kalilov       | 3-0 | PO | 3-0  |
| Artiom Kiouregkian | Sheng Jiang        | 3-0 | PO | 8-0  |

## Tabellone a eliminazione
|  | Quarti di finale  | Quarti di finale   |                   |                   | Semifinali                | Semifinali                |  |  | Finale         | Finale |
|  |                   |                    |                   |                   |                           |                           |  |  |                |        |
|  | 24 agosto 2004    |                    |                   |                   |                           |                           |  |  |                |        |
|  |                   |                    |                   |                   |                           |                           |  |  |                |        |
|  | Istvan Majoros    | 6                  |                   |                   |                           |                           |  |  |                |        |
|  | Istvan Majoros    | 6                  | 25 agosto 2004    |                   |                           |                           |  |  |                |        |
|  | Lázaro Rivas      | 1                  |                   |                   |                           |                           |  |  |                |        |
|  | Lázaro Rivas      | 1                  | Istvan Majoros    | 3                 |                           |                           |  |  |                |        |
|  | 24 agosto 2004    |                    | Istvan Majoros    | 3                 |                           |                           |  |  |                |        |
|  |                   | Oleksij Vakulenko  | 1                 |                   |                           |                           |  |  |                |        |
|  | Irak'li Ch'och'ua | Oleksij Vakulenko  | 1                 | 12                |                           |                           |  |  |                |        |
|  | Irak'li Ch'och'ua |                    | 25 agosto 2004    | 12                |                           |                           |  |  |                |        |
|  | Oleksij Vakulenko | 14                 |                   |                   |                           |                           |  |  |                |        |
|  | Oleksij Vakulenko | 14                 | Istvan Majoros    | 3                 |                           |                           |  |  |                |        |
|  | 24 agosto 2004    |                    | Istvan Majoros    | 3                 |                           |                           |  |  |                |        |
|  |                   | Gejdar Mamedaliev  | 1                 |                   |                           |                           |  |  |                |        |
|  | Im Dae-won        | Gejdar Mamedaliev  | 1                 | 0                 |                           |                           |  |  |                |        |
|  | Im Dae-won        | 25 agosto 2004     |                   | 0                 |                           |                           |  |  |                |        |
|  | Gejdar Mamedaliev | 3                  |                   |                   |                           |                           |  |  |                |        |
|  | Gejdar Mamedaliev | 3                  | Gejdar Mamedaliev | 7                 | Finale per il terzo posto | Finale per il terzo posto |  |  |                |        |
|  | 24 agosto 2004    |                    | Gejdar Mamedaliev | 7                 | Finale per il terzo posto | Finale per il terzo posto |  |  |                |        |
|  |                   | Artiom Kiouregkian | 2                 |                   |                           |                           |  |  |                |        |
|  | Alireza Rezaei    | Artiom Kiouregkian | 2                 |                   | Artiom Kiouregkian        | 6                         |  |  |                |        |
|  | Alireza Rezaei    |                    |                   |                   | Artiom Kiouregkian        | 6                         |  |  |                |        |
|  | bye               |                    |                   | Oleksij Vakulenko | 1                         |                           |  |  |                |        |
|  | bye               |                    |                   | Oleksij Vakulenko | 1                         |                           |  |  |                |        |
|  |                   |                    |                   |                   |                           |                           |  |  | 25 agosto 2004 |        |
|  |                   |                    |                   |                   |                           |                           |  |  |                |        |